# Zawi Szemi
Zawi Szemi (również Zawi Dżami) – stanowisko archeologiczne, osada z okresu mezolitu w górach Zagros w północnym Iraku. Usytuowana 4 km od jaskini Szanidar na wysokości 425 m n.p.m. Badana przez Ralpha Soleckiego.
Osada składała się z kilku szałasów zbudowanych z lekkich materiałów w kamiennych kręgach, obok znajdowały się paleniska i jamy zasobowe.
Bliskość położenia oraz podobieństwo materiału z tego stanowiska oraz odpowiadających mu wyższych warstw z jaskini Szanidar skłoniło część badaczy do wyodrębnienia na tej podstawie kultury czy też fazy Zawi Szemi Szanidar określanej również mianem protoneolitu Zagrosu.